# Metapenaeopsis stokmani
Metapenaeopsis stokmani är en kräftdjursart som beskrevs av Rudolf Nikolaevich Burukovsky 1990. Metapenaeopsis stokmani ingår i släktet Metapenaeopsis och familjen Penaeidae. Inga underarter finns listade i Catalogue of Life.